# Hypsugo mordax
Hypsugo mordax — вид рукокрилих ссавців з родини лиликових.

## Таксономічна примітка
Таксон перенесено з Falsistrellus до Hypsugo.

## Поширення
Країни проживання: Індонезія.